# 木村斉次
木村 斉次（きむら なりつぐ〈斎次とも〉、1848年〈弘化5年/嘉永元年〉 - 1913年〈大正2年〉10月22日）は、江戸時代から大正時代の幕臣、通訳、ハワイ移民、実業家、慈善家、キリスト教徒。
1884年の第一回官約移民946人の名簿の第一号の人物。

## 来歴
1848年、肥前国高来郡島原藩領内に生まれる。1861年（万延元年/万延2年/文久元年）長崎に出て、フランス帝国領事のレオン・デュリーにフランス語を学ぶ。デュリーは多くの日本人にフランス語を教えた。その後幕府の通訳官として5年間、フランスの首都パリに滞在する。明治維新が起きたこともパリで知った。その後東京に戻ることとなるが、ハワイに渡るまでの動向は不明である。
1884年ハワイに渡り、その経歴から移民監督官に任命される。在職してから8年後、木村商会を設立し、日本から日本酒・菊正宗を大々的に輸入している。貿易商で巨額の富を得たが、社会事業に尽力し、1893年現在のホノルル日本人商業会議所の前身である商人同志会を設立した。1900年、ペストが流行したため、患者の家を焼却中、強風にあおられて、日本人街は全焼してしまった。この時木村は、日本から送られてくる商品の置場がなく、多くの人が困っているのを見たため、共同大倉庫を建てた。また日本人専用の精米会社を設立し、関税の高い白米の輸入の代わりに玄米を輸入し、精米所で白米にしてコストを抑えた。そのため1俵が8ドル以上した白米が5ドル台で買えるようになり人々にとても感謝された。
晩年は日本に戻り、大正2年10月22日に東京に於いて永眠した。享年65。

## 墓所
墓所は青山霊園1-イ-13-3にあったが、無縁墳墓のため2021年に撤去された。
ホノルルのモイリイリにある日本人墓地の中央に1918年友人により「木村斉次君之碑」という巨大な顕彰碑が建てられた。その裏面には「一斗酒をも辞せず、氏は真に日本民族特有の男性美を極致に体現せし人乎」などと功績や人柄の碑文が刻まれている。

## 家族
- 妻 曽代子：? - 1906年（明治39年）8月21日永眠
- 男 木村斉雄：? - 1930年（昭和5年）8月8日永眠
- 長女 せい：1892年（明治5年）8月生。日本鋼管株式会社取締役兼支配人、瓦斯管販売株式会社監査役の伊藤幸次郎の妻。